# Sergiu al V-lea de Neapole
Sergiu al V-lea a fost duce de Neapole între anii 1042 și 1082.
Sergiu a fost fiul și succesorul ducelui Ioan al V-lea de Neapole.
În vara anului 1074, au izbucnit ostilitățile între principele normand Richard I de Capua și conducătorul normand Robert Guiscard din dinastia Hauteville. Sergiu s-a aliat cu cel din urmă și și-a transformat capitala în centru de aprovizionare pentru trupele lui Guiscard. Această atitudine l-a adus în opoziție cu orașele Aversa și Capua, în vreme ce Richard I se bucura de sprijinul papei. Sergiu a început curând negocieri cu Papa Grigore al VII-lea, fapt care l-a ajutat să evite înfrângerea. Aceste negocieri s-au desfășurat concomitent cu cele dintre cei doi principi normanzi, intermediate de abatele de Montecassino.